# بلدة هامبتون (ميشيغان)
هامبتون (بالإنجليزية: Hampton Township, Michigan)‏ هي بلدة تقع بولاية ميشيغان في الولايات المتحدة. تبلغ مساحتها 84.2 (كم²)، وترتفع عن سطح البحر 178 م، بلغ عدد سكانها 9652 نسمة في عام تعداد الولايات المتحدة 2010 حسب إحصاء مكتب تعداد الولايات المتحدة وتصل الكثافة السكانية فيها 141.3 نسمة/كم2.

## وصلات خارجية
- - The US50 - Cities and Towns in Michigan State
- Michigan Cities and Towns, Facts, Map, Flag, Colleges, Government, and More